# Мосфильм
«Мосфи́льм» — советская и российская киностудия, основанная в 1924 году. Одна из крупнейших, на базе которой осуществляется производство большей части российской кино-, теле- и видеопродукции. Расположена на Воробьёвых горах, площадь территории составляет 34,5 га.
По состоянию на 2020 год на киностудии было создано более 2500 полнометражных кинофильмов.
Полное наименование — Федеральное государственное унитарное предприятие «Киноконцерн „Мосфильм“».

## История

### Начало
В ноябре 1923 года на базе двух национализированных кинофабрик — А. А. Ханжонкова и И. Н. Ермольева — была создана 1-я фабрика Госкино, первоначально располагавшаяся на Житной улице. Дату рождения киностудии принято отсчитывать от 30 января 1924 года, когда состоялась премьера фильма «На крыльях ввысь».
С 1926 года, после слияния с 3-й фабрикой Госкино — объединённая Московская фабрика «Совкино», с 1930 года — Московская объединённая фабрика «Союзкино», с 1932 года — Московская фабрика «Росфильм», с 1933 года — Московская кинофабрика «Союзфильм», с 1934 года — Москинокомбинат, с 1935 года — кинофабрика «Мосфильм», с 4 января 1936 года — киностудия «Мосфильм».
Закладка первой очереди новой кинофабрики состоялась 20 ноября 1927 года на Воробьёвых горах близ слободы Потылихи. К февралю 1931 года по проекту архитекторов и инженеров «Совкино» Е. Ю. Брокмана и В. М. Воинова был выстроен Главный корпус в стиле конструктивизма. В нём размещались четыре больших съёмочных павильона, подсобные помещения для всех необходимых цехов и служб, актёрские комнаты, монтажный цех. С появлением звука архитектором Госкинопроекта А. П. Модестовым и технологом В. В. Баташовым в 1935 году был подготовлен проект двухэтажного здания тонстудии в стиле неоклассицизма, строительство удалось завершить лишь в 1954 году.
Решением Главного управления кинофотопромышленности (ГУКФ) от 26 сентября 1936 года в ведение «Мосфильма» была передана Ялтинская киностудия. В октябре 1938 года на «Мосфильме» была организована мастерская комбинированных съёмок.

### Военные годы
В дни формирования народного ополчения в июле 1941 года партийная организация «Мосфильма» создала из добровольцев целую роту. В состав 21-й дивизии народного ополчения Киевского района Москвы вошли 280 мосфильмовцев — режиссёры, операторы, инженеры, сотрудники различных служб и цехов. Бывший директор киностудии Аркадий Хачатурьян был назначен комиссаром 63-го стрелкового полка.
Всего на фронты Великой Отечественной войны отправились около тысячи работников студии, 146 из них не вернулись с войны. 14 октября 1941 года киностудия решением правительства была эвакуирована в Алма-Ату (Казахская ССР), став частью Центральной объединённой киностудии (ЦОКС). Съёмки в Москве возобновились в 1944 году.

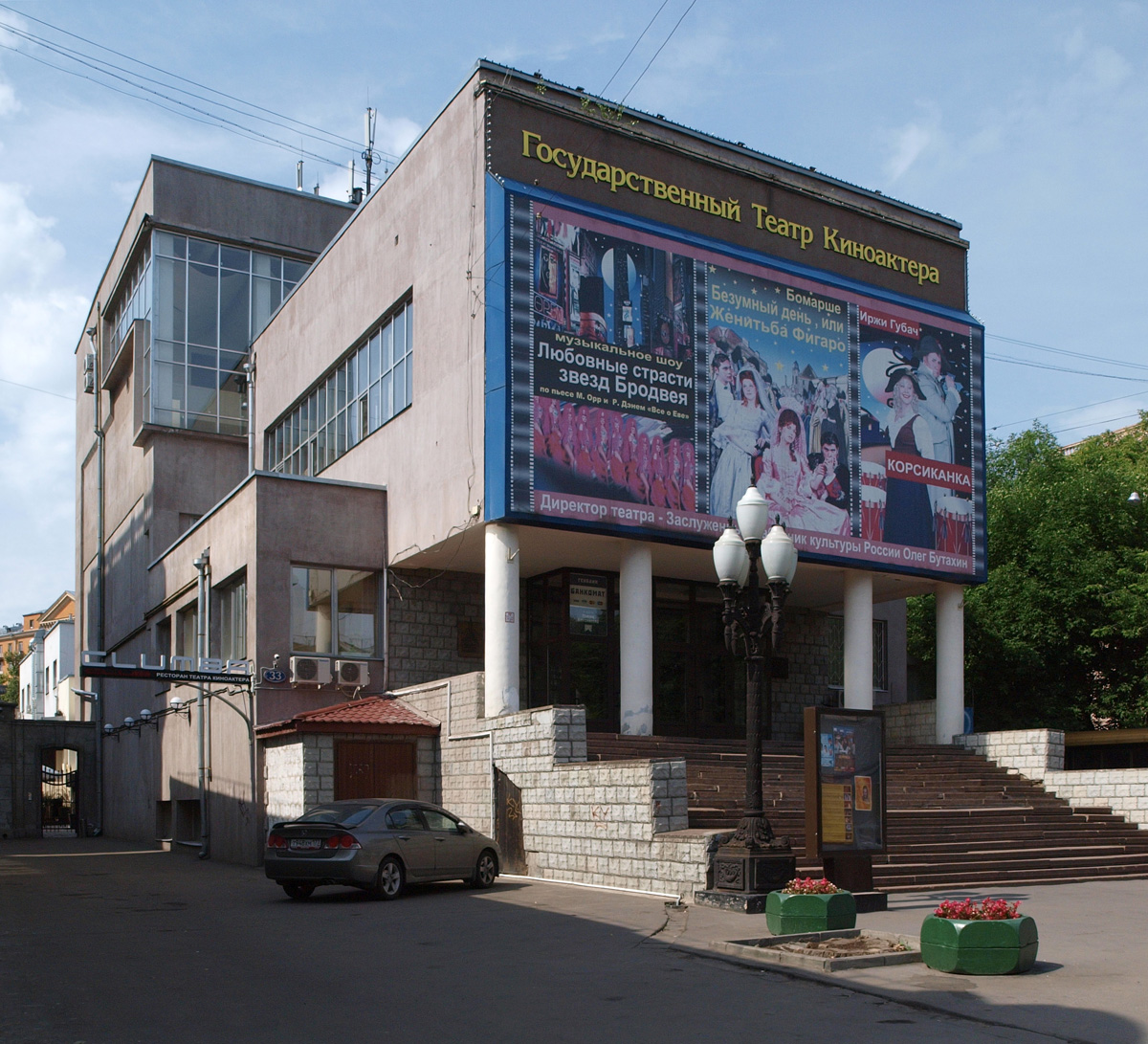
Театр-студия киноактёра

Стоп-кадр новой заставки

В 1946 году был организован Театр-студия киноактёра — обособленное структурное подразделение с труппой профессиональных киноактёров, расположившееся в специально построенном братьями Весниными клубе для Общества политкаторжан на Поварской улице д. 33 стр. 1.
С 1947 года в качестве динамической заставки студии использовали скульптуру Веры Мухиной «Рабочий и колхозница», для чего автор изготовила её метровую копию.

### Большой Мосфильм
В 1952 году вышло постановление Правительства СССР о реконструкции киностудий Москвы, крупнейших культурных центров страны и столиц Союзных республик. Проектированием киностудий занимался специализированный проектный институт «Гипрокинополиграф», находившийся в ведении Министерства кинематографии СССР и с 1953 года — Министерства культуры СССР.
Согласно плану «Большой Мосфильм», на территории в 43 га возводились новые производственно-бытовые и технические корпуса, искусственные водоёмы, оборудовались площадки для натурных съёмок. Суммарная площадь съёмочных павильонов составляла 10 000 м², что должно было позволить выпускать 40 художественных цветных фильмов в год, в том числе 20 широкоэкранных. В коллективе под руководством главного архитектора Н. И. Транквиллицкого работали кинотехнологи С. Н. Бронштейн и В. Б. Толмачёв, консультантом проекта выступил действительный член Академии архитектуры СССР И. В. Жолтовский. В 1953 году проект прошёл обсуждение на собрании работников кинематографии, ряд критических замечаний внесли операторы Юлий Кун и Леонид Косматов, режиссёры Александр Довженко и Александр Птушко. Последний высказался о недостаточных габаритах павильона для комбинированных съёмок. Внесённые предложения были учтены авторским коллективом.
Согласно проекту вдоль Мосфильмовской улицы в 1956—1959 годах выстроили два новых корпуса сталинского ампира с колоннами и лепниной. В каждом из корпусов-блоков находилось по три съёмочных павильона, отделённых звукоизолирующими воротами от коллекторов для предварительной сборки декораций и отсеков для хранения декорационных фундусных щитов. В верхних этажах располагались помещения для съёмочных групп.
По тому же плану «Большой Мосфильм» вдоль Воробьёвского шоссе в 1964 году для размещения киногрупп был возведён пятиэтажный производственный корпус (архитектор Н. Курнышева).
Творческой деятельностью студии руководила Художественная коллегия, созданная при Генеральной дирекции.
Творческие объединения 1960—1970-х годов
В 1959—1960 годах в качестве структурных подразделений были организованы творческие (производственные) объединения: Первое (художественный руководитель Григорий Александров), Второе (художественный руководитель Иван Пырьев), Третье (руководители Михаил Ромм, Юлий Райзман), а также объединение детских и юношеских фильмов (руководитель Александр Птушко), объединение телевизионных фильмов (руководитель Роман Тихомиров), объединение писателей и киноработников (руководители Ефим Дзиган, Григорий Бакланов, Юрий Бондарев). В 1966 году порядковые номера творческих объединений были заменены именами. Первое объединение стало называться «Время», второе — «Луч», третье — «Товарищ», четвёртое — «Юность», пятое — «Телефильм», шестое — «Глобус». С целью обеспечить тесные связи «Мосфильма» с Театром-студией было создано объединение «Актёр». В 1968 году на правах объединения к киностудии была присоединена созданная в 1964 году Экспериментальная творческая киностудия.
Студия оказывала производственные и творческие услуги зарубежным кинофирмам в подборе актёров, операторов, художников, гримёров, осветителей, предоставляла съёмочное и осветительное оборудование для съёмок на территории СССР. В штате студии состояли около 5 тысяч специалистов, занимаемая студией территория составляла 54 га.
В 1973 году произошла новая реорганизация: драмы стали производить Первое, Второе, Третье и Четвёртое творческие объединения, производство комедий было закреплено за Экспериментальным творческим объединением. В феврале 1976 года оно было реорганизовано в Шестое творческое объединение, которое в мае того же года было ликвидировано. Мастерская комедийных и музыкальных фильмов была реорганизована в Творческое объединение музыкальных и комедийных фильмов, в 1979 году Шестое творческое объединение было восстановлено, производство телефильмов (как драм, так и комедий) было закреплено за Пятым творческим объединением, но в 1977 году оно было переименовано в Творческое объединение телевизионных фильмов. В 1979 году было организовано Экспериментальное молодёжное творческое объединение «Дебют», оказывавшее помощь в становлении начинающим кинематографистам.
В середине 1980-х на студии была построена новая тонстудия (главный архитектор Н. Давыдов), спроектированная при участии британского архитектора Тома Хидли, специалиста в области акустики.

### Рыночная модель
Кинематографисты <> сами оказались не готовы к очередной революции и ещё не представляли, что принесёт им и кино вожделенная свобода.
После «революционного» V съезда кинематографистов СССР и в связи с перестройкой в 1987 году была принята и одобрена новая модель развития советского кино, предусматривавшая переход на «рыночные» рельсы.
16 марта 1987 года «треугольниками цехов», творческих объединений, режиссёрским бюро, объединённым бюро СК СССР директором «Мосфильма» был выбран Владимир Досталь. К этому моменту киноконцерн включал в себя десять творческих объединений, огромную производственную базу, Театр-студию киноактёра, филиал в Ялте. В штате было 5 тысяч человек, в худсовет входило более 60 профессионалов. От 150 до 200 штатных творческих работников одновременно находились в так называемом «творческом резерве», получая «простойные» в размере минимальной зарплаты. Студия производила 40 фильмов в год.
В 1989 году киностудия была реорганизована в Государственное творческо-производственное объединение «Мосфильм», была изменена система подразделений: производство драм стало осуществляться преимущественно киностудиями «Время», «Союз», «Жанр», «Круг», «Товарищ», «Старт», комедий — преимущественно киностудией «Ритм», детские и молодёжные фильмы — киностудией «Юность», экспериментальные фильмы — Экспериментальным молодёжным творческим объединением, телефильмов — киностудией «Телефильм». В декабре 1990 года ГТПО «Мосфильм» стало киноконцерном «Мосфильм». Была полностью реорганизована система подразделений: производство драм стали осуществлять киностудии «Слово», «Жанр», «Союз», «Круг», «Курьер» и «Арк-Фильм», а комедии производились преимущественно на киностудии «Ритм», однако с середины 1990-х годов деятельность киноконцерна фактически замерла. Производство телефильмов и мини-сериалов было закреплено за киностудией «Телефильм», однако в связи с ростом популярности телесериалов и теленовелл и соответствующим падением популярности мини-сериалов, она произвела их сравнительно мало, преимущественно для созданной 27 декабря 1991 года на базе Центрального телевидения Российской государственной телерадиокомпании «Останкино». После ликвидации последней в 1995 году производство телефильмов и мини-сериалов на киностудии «Телефильм» замерло, и в 2007 году она была ликвидирована).
Досталь руководил «Мосфильмом» до 1998 года и смог сохранить базу киностудии «малой кровью», пожертвовав только Театром-студией киноактёра и цехом комбинированных съёмок. Мастера старшего поколения (Бондарчук, Райзман, Наумов, Данелия) сохранили руководство творческими объединениями и снимали новые фильмы. Новые объединения возглавили Валентин Черных, Сергей Соловьёв, Владимир Меньшов. Дебютное объединение «Шанс» Карена Шахназарова получило финансирование на пять картин в год. В кризисные годы экономическое положение «Мосфильма» оказалось самым устойчивым среди киностудий страны.
Владельцем прав на коллекцию фильмов является «Мосфильм».

## Руководство
- Борис Михин (1924—1925) — 1-я Госкинофабрика
- Михаил Капчинский (1925—1926) — 1-я Госкинофабрика
- Михаил Кресин (1925—1926) — 3-я Госкинофабрика
- Илья Трайнин (1926—1930) — Московская объединённая кинофабрика «Совкино»
- Виктор Смирнов (1931) — Московская объединённая кинофабрика «Союзкино»
- Соломон Орелович (1931—1933)
- Сергей Саврасов (1933—1934)
- Борис Бабицкий (1934—1937) — Москинокомбинат (1934), Мосфильм (с 1935 года)
- Софья Соколовская (1937)
- Аркадий Хачатурьян (1937—1938, исполняющий обязанности директора)
- Константин Полонский (1938—1940)
- Николай Кива (1940, исполняющий обязанности директора)
- Александр Грошев (1941)[комм. 4]
- Владимир Головня (1943—1945)
- Михаил Калатозов (1945, исполняющий обязанности директора)
- Леонид Антонов (1946—1949)
- Сергей Кузнецов (1949—1954)
- Иван Пырьев (1954—1957)
- Леонид Антонов (1957—1959)
- Владимир Сурин (1959—1970)
- Николай Сизов (1971—1985)
- Владимир Десятерик (1985—1987)
- Владимир Досталь (1987—1998)
- Карен Шахназаров (с 1998 года по настоящее время[37])

## Киностудия сегодня
«Мосфильм» является отраслеобразующим предприятием в системе российской кинематографии. По состоянию на 2002 год на нём работали 1020 человек. Производственные мощности киноконцерна позволяют оказывать услуги около ста разным проектам, включая полнометражные фильмы, сериалы, телешоу, рекламу, дублирование. Сюда входит аренда съёмочных павильонов, офисов для киносъёмочной группы, а также специализированные: от пиротехнических до автотранспортных. При этом эксклюзивно произведённых киностудией лент за год набирается 1 или 2 (их режиссёром чаще всего является Карен Шахназаров). По словам генерального директора концерна К. Шахназарова, предприятие не получает никаких бюджетных дотаций, его реконструкция и модернизация производятся на собственные доходы. Отдавая должное оснащённости современными кинотехнологиями, Шахназаров отозвался о состоянии киноотрасли в целом как «совершенно не сложившейся»:
Корни проблемы в том, что Россия не нашла ещё правильной формы существования своего кино. Есть две модели кинопроизводства: американская — чисто рыночная, и советская — условно говоря, административная. Обе модели очень успешны. А российское кино застряло где-то посередине, а это самая неэффективная позиция.<…> Поэтому прежде всего надо определиться с системой — либо рыночная, либо государственная.Карен Шахназаров, «Российская газета» № 231 2020
В 2011 году корпорация Google и киностудия «Мосфильм» объявили о подписании партнёрского соглашения и запуске канала «Мосфильм» на видеопортале YouTube. По итогам 2018 года доля зарубежной аудитории на канале составила 59 %.
С 2020 года на территории студии возводился многофункциональный комплекс с киноконцертным залом и новым съёмочным павильоном № 17. Строительство велось инвесторам в обмен на право строить жилой комплекс «Вишнёвый сад» — приобретение земельного участка компенсировалось строительством необходимых для киностудии объектов. Кинокомплекс открыли в октябре 2023 года, в обычные дни общедоступный прокат фильмов в четырёх кинозалах «Синема Парк Мосфильм» ведётся сетью кинотеатров «Синема Парк & Формула Кино».
В 2023 году решением руководства студии с военно-технической кинобазы для нужд Министерства обороны РФ были переданы 28 танков Т-55, восемь танков ПТ-76, шесть БМП и восемь тягачей — все в исправном состоянии.

### Подразделения
- Дом костюма и реквизита
- Отдел телевизионных прав и интернет-проектов
- Центральное производственное управление
- Комплекс операторской техники
- Производственный комплекс «Тонстудия»
- Участок монтажа
- Производственный комплекс «Телекино»
- Группа компьютерной графики
- Лаборатория обработки плёнки
- Служба международных связей и проката
- «Мосфильм-Декорстрой»
- Военно-техническая кинобаза
- Автотранспортный цех
- Оружейный участок
- Информационный центр «Мосфильм-инфо»
- «Мосфильмофонд»
- Курсы подготовки специалистов
- Редакция киноконцерна «Мосфильм»
- Гостиница «Мосфильм»
- Музей Киноконцерна «Мосфильм»[48]

## Награды
- 1939 — Орден Ленина[16];
- 1974 — Орден Октябрьской Революции[16].

## Достопримечательности
- Музей киностудии «Мосфильм»
- Памятник Сергею Бондарчуку[49]

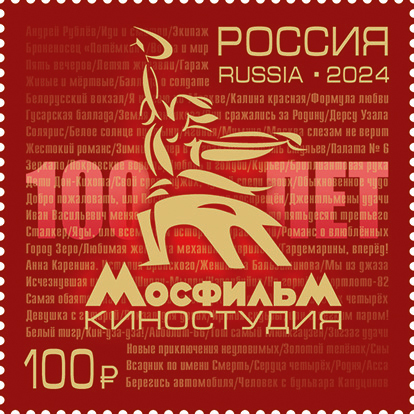
Почтовая марка к 100-летию киностудии (2024)

- Памятник работникам киностудии, погибшим в Великую Отечественную войну
- Памятник Василию Шукшину
- Памятные доски в различных корпусах киностудии, посвящённые советским кинематографистам
- Площадь Леонида Гайдая
- Скульптура «Девушка с хлопушкой»
- Скульптура «Неизвестный оператор»

## Фотогалерея

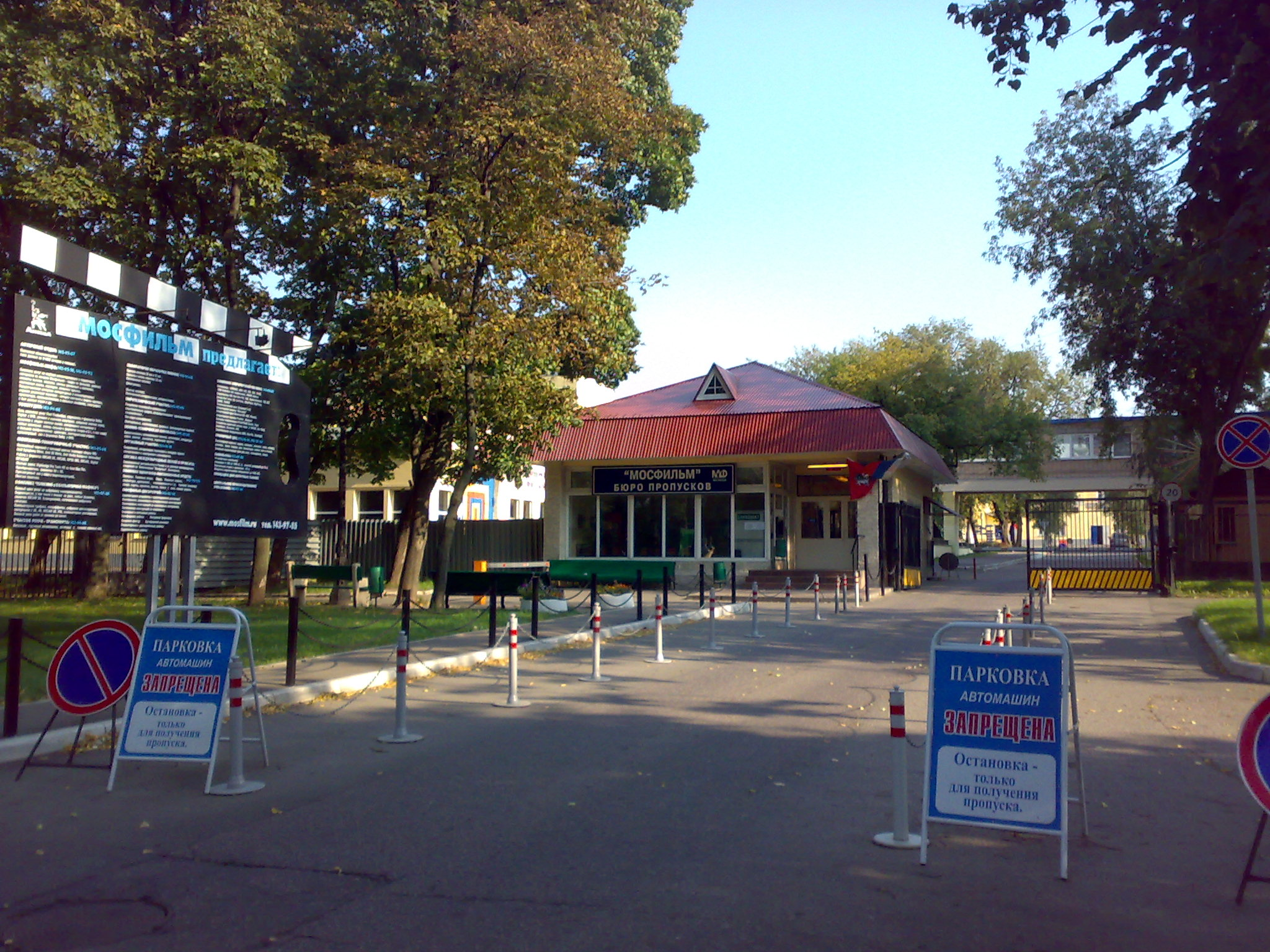
Вход на территорию киностудии
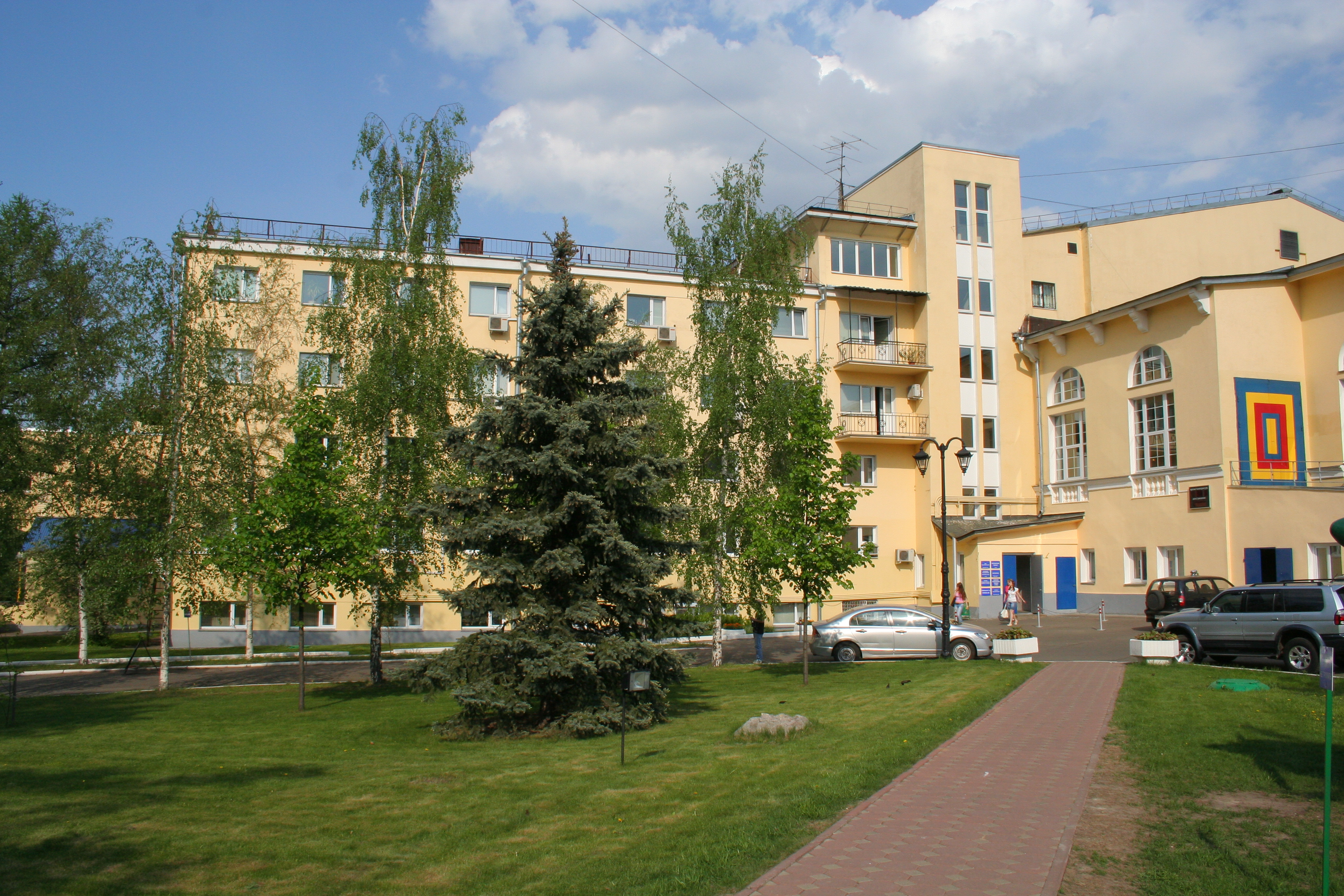
Главный корпус 1931 года постройки
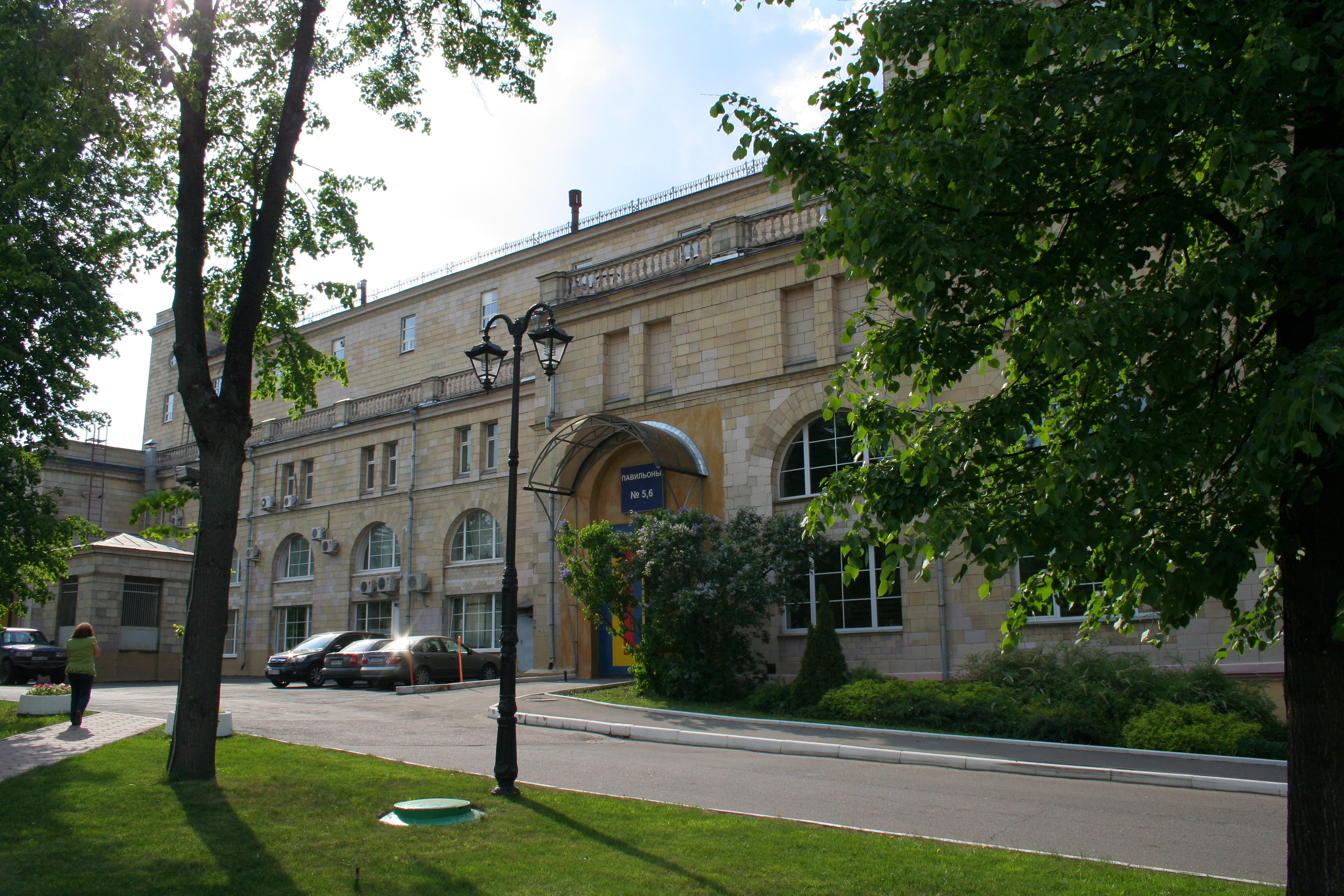
Второй блок постройки 1956—1959 годов
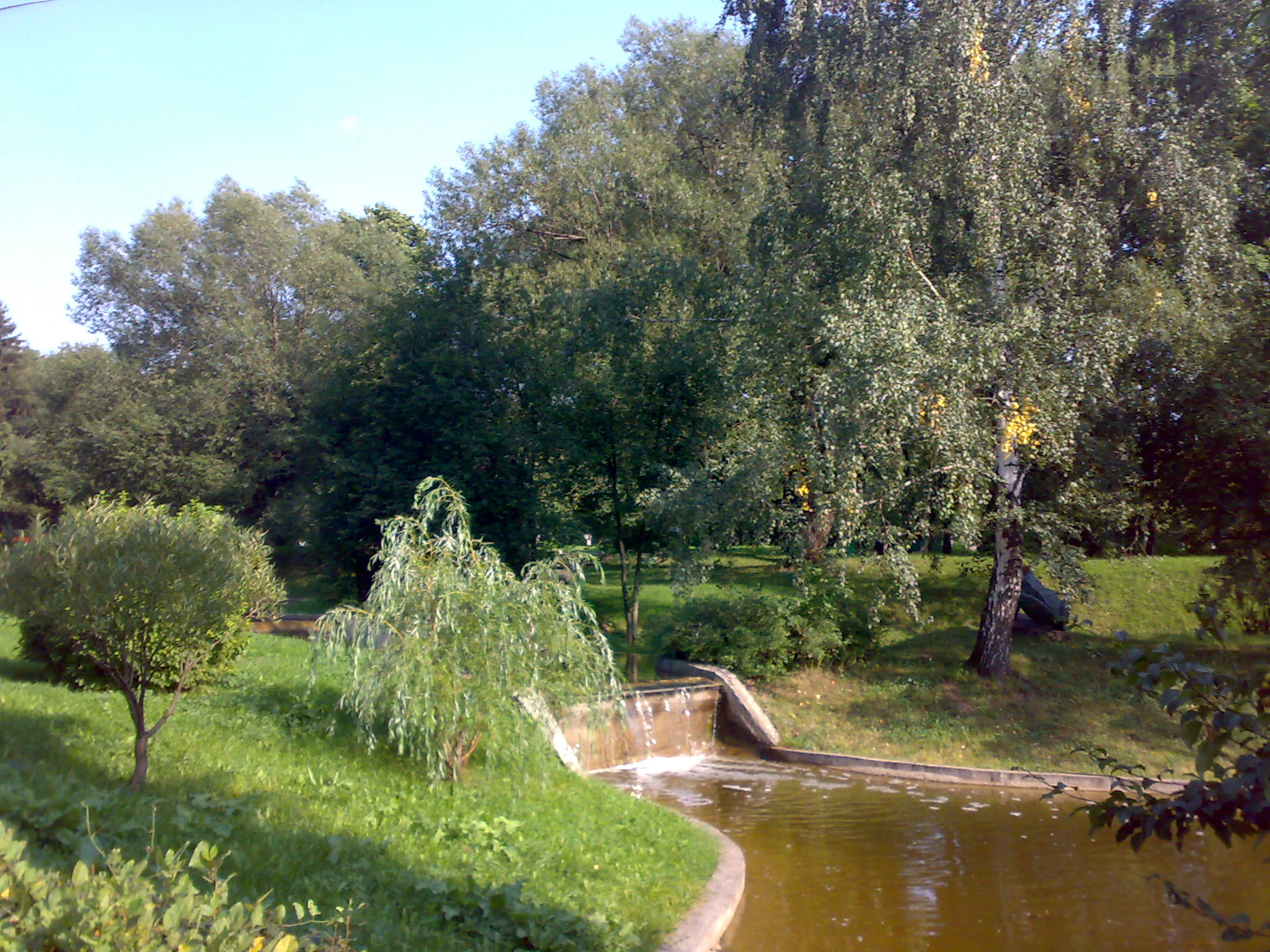
Пруд на территории киностудии
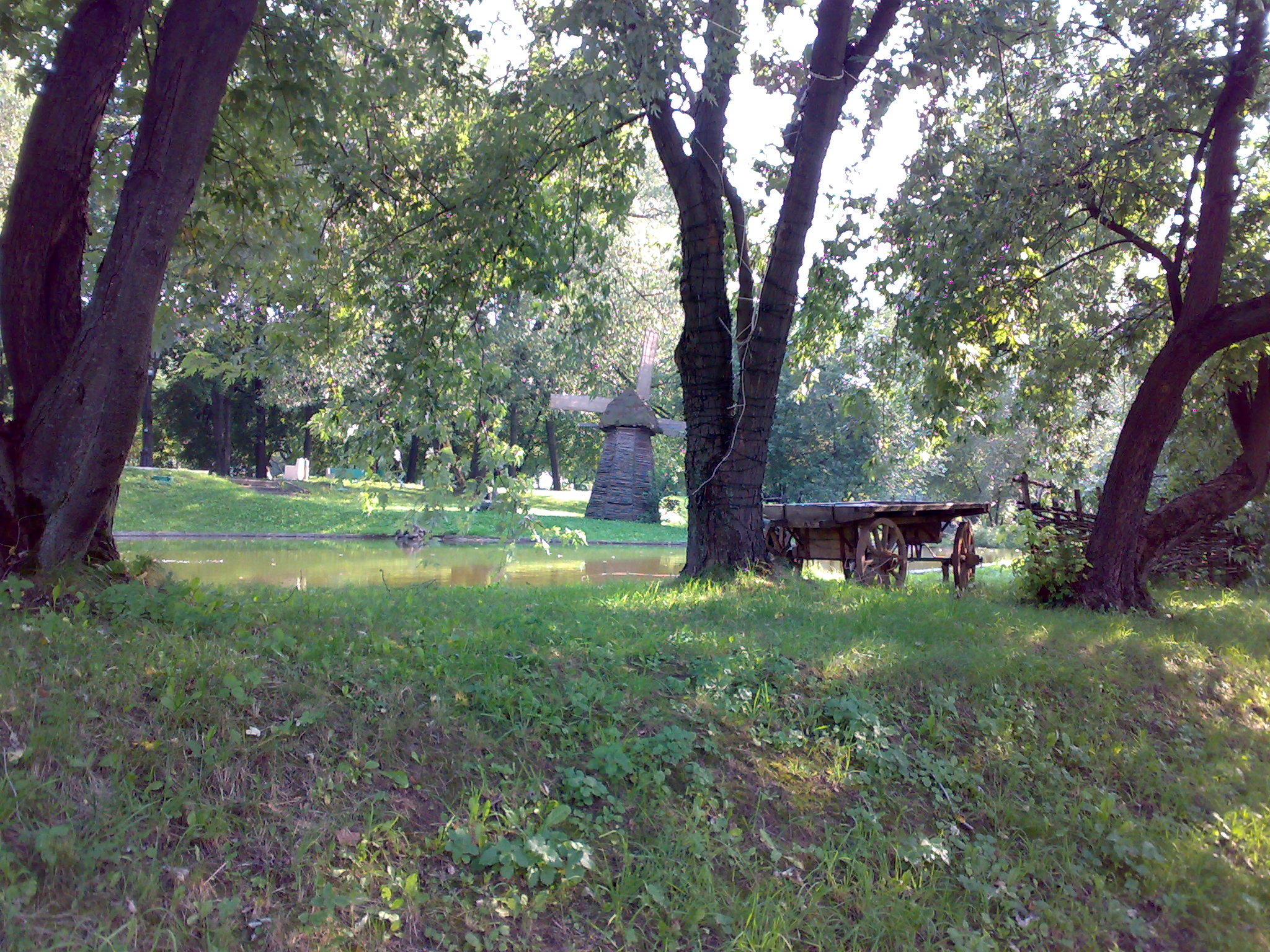
Парк на территории киностудии
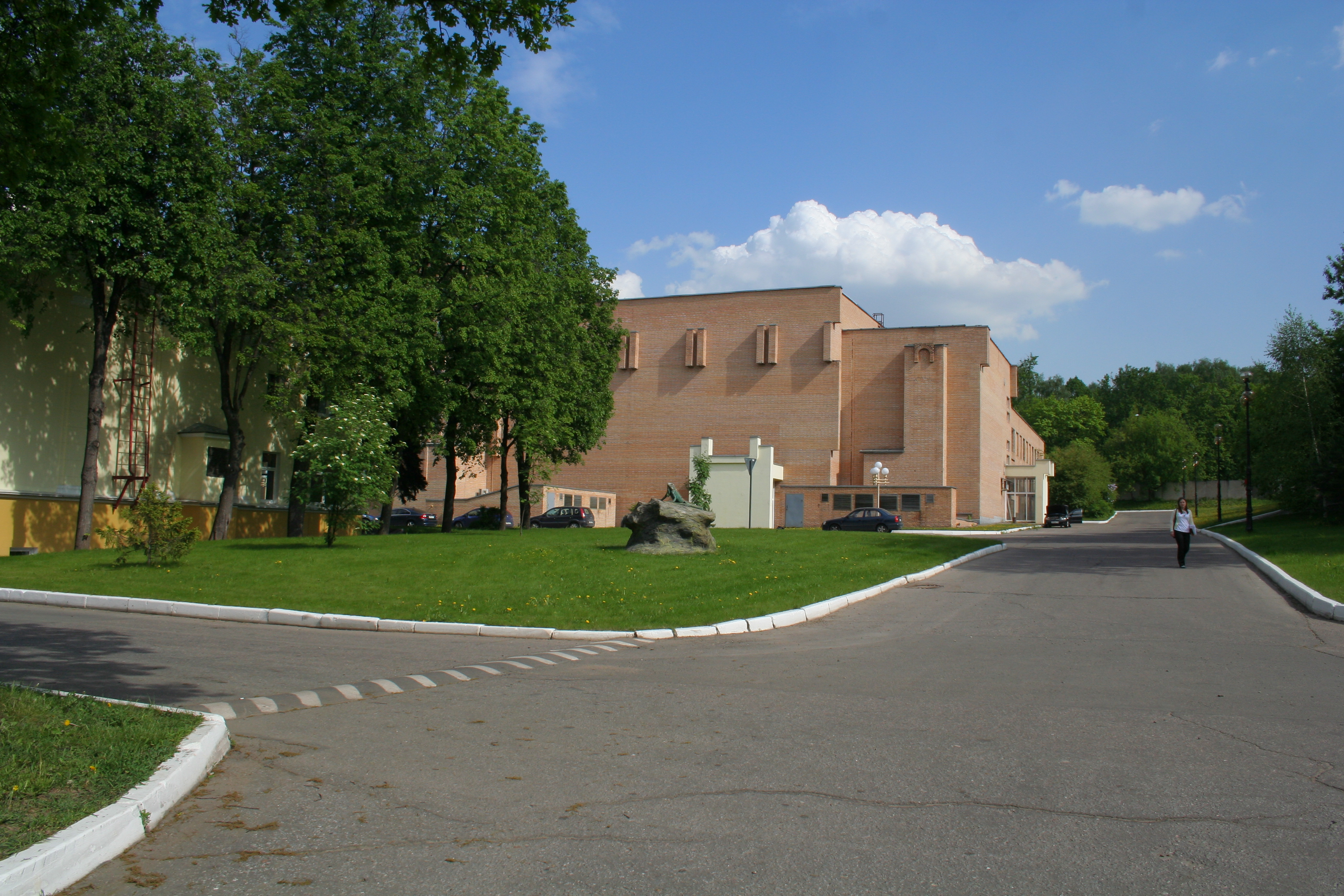
Новая тонстудия 1980-х годов постройки

## Комментарии
1. ↑  В проекте фабрики на Потылихе проектировщики не предусмотрели прихода в кино звука и связанных с ним особенностей новой технологии производства, — только что построенное сразу же нуждалось в коренной перестройке. Трудноразрешимость проблем со звукоизоляцией основательно подкосила работу студии на много лет: с грехом пополам в год удавалось выпускать по 3—5 фильма вместо запланированных по проекту 20—30[8].
2. ↑  В заметках «Искусство кино» № 8 1959 года среди архитекторов, участвовавших в проекте «Большой Мосфильм», упоминается Н. Курнышова[19].
3. ↑  Силами сторонней компании компьютерных технологий С. Баженова «Б.С. Графика» в главном корпусе студии на месте цеха комбинированных съёмок в 1996 году создали новую структурную единицу «Мосфильм — Фантазия»[34].
4. ↑  Освобождён от обязанностей директора 3 января 1942 года «в связи с переходом на другую работу»[36].